# Alena Šromová
Alena Šromová (* 27. dubna 1959 Přerov) je česká politička a praktická lékařka, v letech 2014 až 2020 senátorka za obvod č. 66 – Olomouc, od roku 2002 zastupitelka města Litovle, v letech 2010 až 2018 radní města, členka KDU-ČSL.

## Život
Třicet let pracuje jako praktická lékařka v Litovli. Působí také jako jednatelka a společnice ve firmě Medicas Praktik s.r.o.
Alena Šromová žije v Litovli.

## Politické působení
V minulosti kandidovala jako nestraník za US-DEU, později se stala členkou KDU-ČSL.
Do politiky vstoupila, když byla v komunálních volbách v roce 2002 zvolena jako nestraník za US-DEU do Zastupitelstva města Litovle na Olomoucku. Mandát zastupitelky města obhájila v komunálních volbách v roce 2006 jako nestraník za KDU-ČSL a v roce 2010 už jako členka KDU-ČSL. Od listopadu 2010 navíc působí jako radní města Litovle. V komunálních volbách v letech 2014 a 2018 opět kandidovala za KDU-ČSL do litovelského zastupitelstva a uspěla. Po volbách v roce 2018 však opustila funkci radní města.
V krajských volbách v roce 2012 kandidovala jako členka KDU-ČSL v rámci "Koalice pro Olomoucký kraj společně se starosty" (koalice KDU-ČSL a SZ) do Zastupitelstva Olomouckého kraje, ale neuspěla.
Ve volbách do Poslanecké sněmovny PČR v roce 2013 kandidovala za KDU-ČSL v Olomouckém kraji, ale neuspěla.
Ve volbách do Senátu PČR v roce 2014 kandidovala za KDU-ČSL v obvodu č. 66 – Olomouc. Se ziskem 25,05 % hlasů skončila v prvním kole na 2. místě a postoupila tak do kola druhého. V něm poměrem hlasů 53,87 % : 46,12 % porazila nestraníka za hnutí ANO 2011 Jana Zahradníčka a stala se senátorkou. Funkci vykonávala jedno období do roku 2020, ve volbách do Senátu PČR v roce 2020 již nekandidovala.